# Gran incendio de Hinckley
El Gran incendio de Hinckley fue un devastador incendio que arrasó los bosques de pinos de Minnesota en septiembre de 1894, quemando un área de al menos 200.000 acres (810 km cuadrados) y quizás más de 250.000 acres (1.000 km cuadrados), incluyendo la ciudad de Hinckley. La lista oficial de muertos fue de 418; pero el número real de víctimas probablemente fue mucho más alto.

## Descripción
Después de un verano tórrido con varios meses de sequía y temperaturas muy altas, varios fuegos pequeños empezaron en los bosques de pinos del Condado de Pine, Minnesota. Los fuegos prendieron aparentemente debió al método entonces común en la tala de la madera, el principal negocio en la región, donde los árboles eran despojados de sus ramas en el sitio; estas ramas dejaban sobre la tierra inflamable pinaza. También contribuyó una inversión de temperatura que atrapó los gases de los fuegos. Las llamas dispersas se unieron en una gran tormenta de fuego. La temperatura alcanzó en algunas zonas hasta 1.100 °C. Barriles con clavos se fundieron en una masa, y en las estaciones del Ferrocarril de Minnesota Oriental, las ruedas de los vagones se fusionaron con los raíles. Algunos residentes huyeron metiéndose en pozos, estanques, o el río Grindstone. Otros muchos subieron a bordo de trenes abarrotados que los sacaron de la ciudad amenazada minutos antes de que llegara el fuego.
James Root, el maquinista del tren que se dirigía al sur de Duluth, rescató a casi 300 personas en Hinckley y después hizo retroceder el tren casi cinco millas entre las llamas hasta Skunk Lake, donde los pasajeros bajaron al agua huyendo del fuego. William Best fue otro maquinista en un tren que fue específicamente enviado para evacuar personas.

Según el Hinckley Fire Museum:
"Debido a la sequedad del verano, los fuegos eran comunes en el bosque, a lo largo de las vías de ferrocarril y en los campamentos de tala donde los madereros prendían fuego a la pinaza para limpiar el área antes de continuar. Algunos madereros, naturalmente dejaban su pinaza atrás, dando a cualquier fuego más combustible para crecer. El sábado, 1 de septiembre de 1894 empezó como otro día opresivamente caluroso con incendios que rodean las ciudades y dos fuegos importantes que ardían aproximadamente cinco millas (8 km) al sur. Para agregar al problema, la inversión de temperatura ese día se añadió al calor, el humo y los gases que eran oprimidos por una enorme capa de aire frío encima. Los dos fuegos se acabaron uniendo creando un único gran incendio con llamas que subían a través de la inversión térmica encontrando el aire frío superior. Aquel aire bajó al contacto con las llamas para crear un vórtice o tornado de fuego que entonces se empezó a mover más deprisa y crecer más y más convirtiéndose en una feroz tormenta de fuego. El fuego primero destruyó las ciudades de Mission Creek y Brook Park antes de llegar a la ciudad de Hinckley. Cuando terminó, la tormenta de fuego había destruido completamente seis ciudades, y más de 400 millas cuadradas (1.000 km cuadrados) yacían negras y ardientes. La devastadora tormenta de fuego solo duró cuatro horas pero destruyó todo en su camino."

## Consecuencias
El fuego destruyó la ciudad de Hinckley (que en ese momento tenía una población de más de 1.400 habitantes) así como los pueblos cercanos de Mission Creek, Brook Park, Sandstone, Miller, Partridge y Pokegama.
El número exacto de víctimas es difícil de determinar. El informe forense oficial contabilizó 413 muertos mientras el monumento oficial del incendio anota 418. Un número desconocido de nativos americanos y habitantes rurales de granjas y cabañas murieron en el fuego; esqueletos carbonizados siguieron encontrándose años más tarde. Tampoco se incluyeron en la lista las personas con quemaduras graves que murieron en los días y semanas siguientes. Junto con el Fuego Cloquet de 1918 (dónde murieron 453 personas) es uno  de los más mortíferos en la historia de Minnesota.

## Monumentos

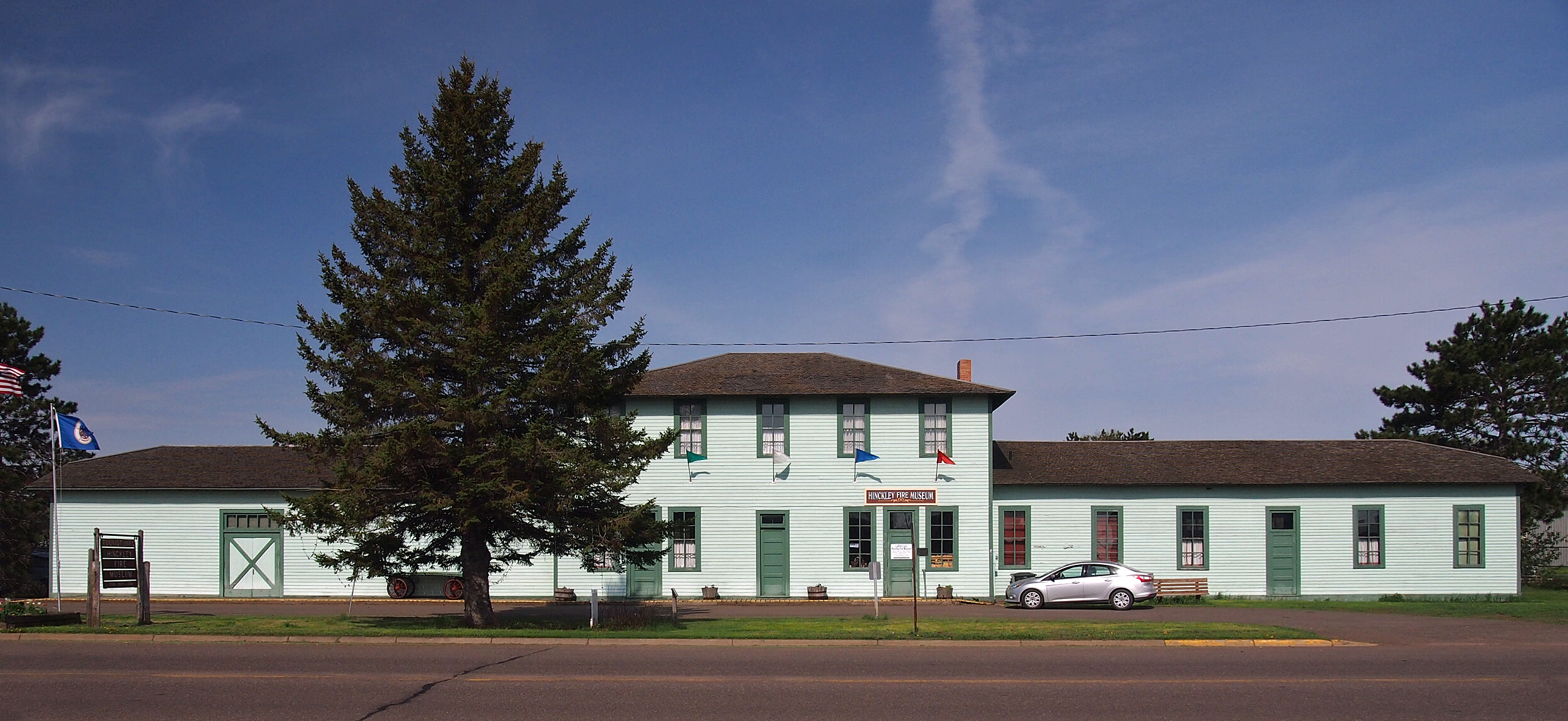
El Hinckley Fire Museum.

Hoy, una sección de 37 millas (60 km) de la antigua Willard Munger State Trail, de Hinckley a Barnum, reconvertida en ciclovía, es un monumento conmemorativo al fuego y la devastación que causó. En la ciudad de Hinckley, en la Carretera 61, el Hinckle Fire Museum se localiza en el antiguo depósito de ferrocarriles del Ferrocarril del Pacífico Norte. Se sitúa pocos metros al norte del depósito anterior, que ardió en el fuego. Está abierto del 1 de mayo hasta finales de octubre.
El Lutheran Memorial Cemetery en Hinckley tiene un marcador histórico y un obelisco de granito en memoria de los que perecieron en el fuego. 248 hombres, mujeres, y niños, todos residentes de Hinckley, murieron en el incendio y están enterrados en la fosa común junto al monumento. Muchos no pudieron ser identificados.
El cementerio de Brook Park en la Carretera del Condado 126, al sur de la Minnesota State Highway 23, tiene también una placa de marcador histórico y un monumento en forma de obelisco de granito en memoria de las 23 víctimas del incendio en Brook Park.

## Víctimas notables
- Boston Corbett, el soldado de la Unión que mató a John Wilkes Booth días después de que este asesinara al presidente Abraham Lincoln, se presume que murió en el incendio. Se cree que su última residencia conocida estaba en un asentamiento forestal cercano a Hinckley, y un "Thomas Corbett" aparece en la lista de muertos y desaparecidos.[9][10][11]